# Arvid Wachtmeister (1889–1961)
Arvid Albrecht Axelsson Wachtmeister, född 9 augusti 1889 på Torsåker slott Hammarby, Stockholms län, död 31 mars 1961 i Stockholm, var en svensk greve, författare, förste byråsekreterare och filosofie doktor.

## Biografi
Wachtmeister var son till landshövding, greve Axel Hansson Wachtmeister och Louise Carleson. Han tog jur.kand. 1911, fil.kand. 1912 och fil.lic. 1915. Wachtmeister var tillförordnad fiskal i Svea hovrätt 1918, tillförordnad byråsekreterare i Utrikesdepartementet (UD) 1919–1921, extra notarie i kammarkollegiet 1921, tillförordnad kammarfiskal 1923, kammarfiskal 1936 och tillförordnad förste byråsekreterare 1944.
Han var notarie i riksdagens lagutskott 1916–1917, sekreterare i sammansatta stats- och lagutskottet 1917 samt var deltagare i religionshistoriska kongressen i Leiden 1912. Wachtmeister mottog Längmanska kulturfondens stipendiat för vittnespsykologiska studier i Hamburg 1929, i Berlin och Leipzig 1934, i Belgien, Frankrike och Schweiz 1938, för utgivandet av arbetet Barn såsom vittnen (1942) och för utgivandet av arbetet Brott och vidskepelse (1945). Han gav kurser i vittnespsykologi vid statens polisskolas högre kurs 1933, vid Stockholms högskola 1934, vid Uppsala universitet 1935 och vid Lunds universitet 1936 och 1944. Wachtmeister hade vittnespsykologiska uppdrag vid processlagberedningen 1934 och höll radioföreläsningar från 1934. Han skrev artiklar av huvudsakligt populärvetenskapligt och litterärt innehåll i tidningar och tidskrifter samt gjorde översättningar från tyska och engelska arbeten. Efter sin pensionering disputerade han 1957 på en avhandling om själavandringsföreställningar hos Nordamerikas indianer.
Wachtmeister gifte sig 1919 med Jenny Catharina Margareta (Karin) Böttiger (1900–1987), dotter till bankdirektören Per Astley Hjalmar Böttiger och friherrinnan Jenny Elisabet Maria. Han var far till Karin Margit Ingegerd (född 1920), Carl Axel Erik Arvid (1924–2017) och Louise Eva Catharina (född 1928).